# Comuna de Rewal
Rewal (polaco: Gmina Rewal) é uma gminy (comuna) na Polónia, na voivodia de Pomerânia Ocidental e no condado de Gryficki.
De acordo com os censos de 2007, a comuna tem 3439 habitantes, com uma densidade 83,6 hab/km².

## Área
Estende-se por uma área de 41,13 km², incluindo:
- área agrícola: 34,4%

## Demografia
De acordo com dados de 2005, o rendimento médio per capita ascendia a 8539,06 zł.